# Irene Gut Opdyke

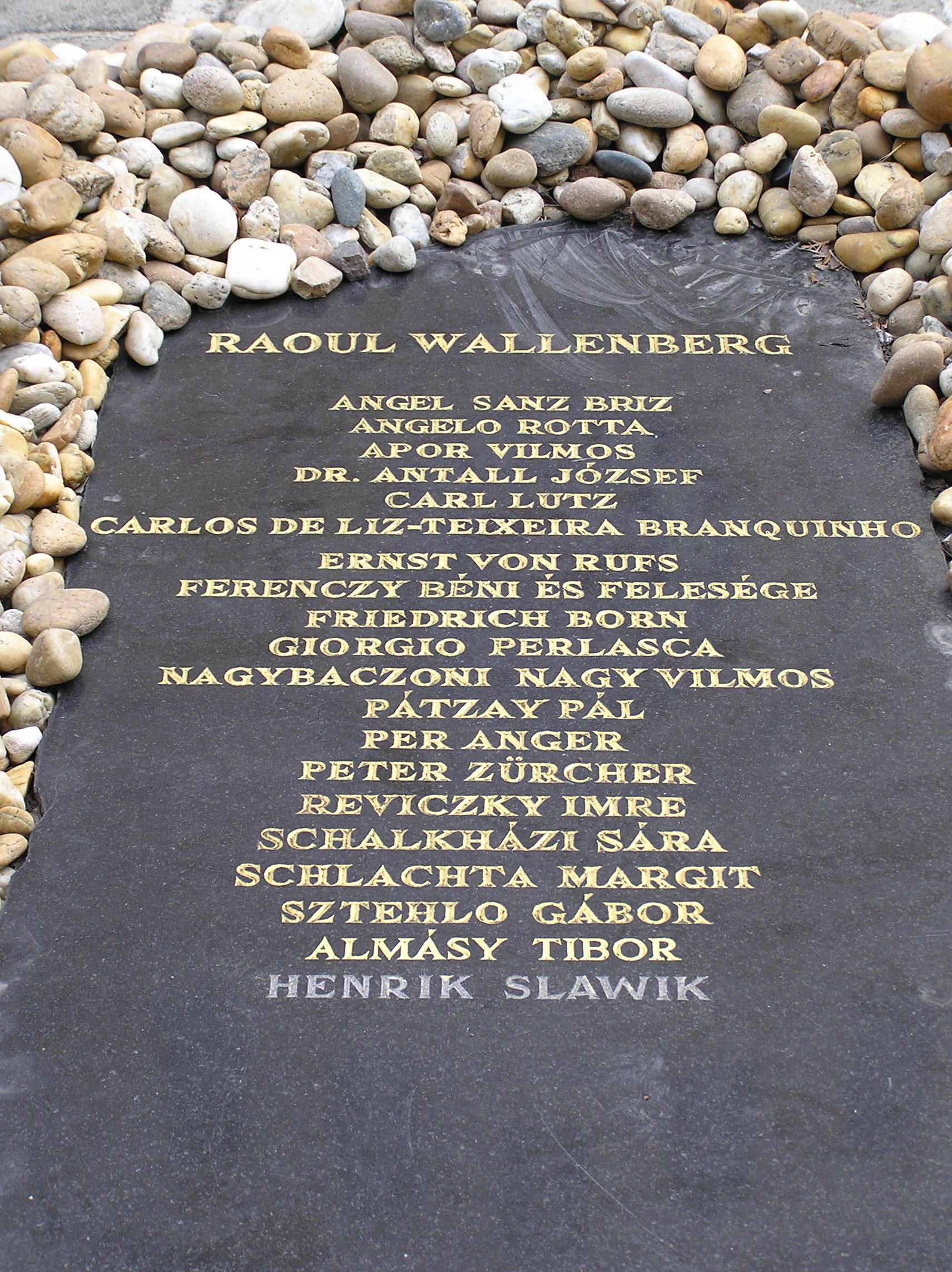
Das Denkmal der Gerechten unter den Völkern, im Park Raoul Wallenberg (Budapest)

Irene Gut Opdyke (geboren als Irena Gut am 5. Mai 1922 in Kozienice, Polen, gestorben am 17. Mai 2003 in Fullerton, Kalifornien) war eine polnische Krankenschwester, die einer Reihe von der Schoa bedrohten Menschen jüdischer Herkunft das Leben rettete. Sie wurde 1982 als Gerechte unter den Völkern ausgezeichnet.

## Leben und Werdegang
Irena Gut entstammte einer katholischen Familie eines kleinen Dorfes im Osten Polens, sie war eine von fünf Töchtern. Die Familie übersiedelte von ihrem Geburtsort Kozienice nach Chelm und von dort nach Radom, wo sie eine Krankenpflegeschule besuchte. Nach dem deutschen Überfall auf Polen zu Beginn des Zweiten Weltkrieges schloss sie sich dem Widerstand an, versteckte sich im Wald nahe Ternopil, wurde jedoch von Russen aufgespürt, vergewaltigt und im Schnee liegen gelassen, um zu sterben. Sie überlebte und wurde zur Arbeit in einem Lazarett gezwungen. Sie floh nach Kiew, wurde erneut verhaftet und floh wieder. Nach dem deutschen Überfall auf die Sowjetunion, der 1941 mit der Okkupation Ostpolens begann, wurde sie von den deutschen Besatzern in einer Kirche von Radom aufgegriffen und zur Arbeit in einer Munitionsfabrik gezwungen. Dort fiel sie ob der schweren Arbeit in Ohnmacht bzw. wurde krank. Sie fiel Major Eduard Rügemer auf, wohl auch wegen ihres blonden Haars und ihres guten Aussehens. Der Major verschaffte ihr daraufhin leichtere Arbeit in einer Mensa für deutsche Offiziere. Von dort aus beobachtete sie, wie SS-Männer unbewaffnete Ghetto-Insassen erschossen und Kampfhunde auf sie hetzten. Als sie gerade laut aufschreien wollte, hielt ihr der deutsche Koch Schulz den Mund zu: „Nicht schreien. Sie könnten glauben, Du bist eine Freundin der Juden!“ Von da an war ihr Lebensziel, den Verfolgten zu helfen. Aus der Küche der Mensa beschaffte sie übrig gebliebenes Essen und brachte es an den Stacheldraht des Ghettos. Sie wusste, dass Hilfe für die Deportierten mit dem Tode bestraft wurde.
Im April 1942 kam sie mit der Kompanie des Majors nach Lwów und befreundete sich mit Helen Weinbaum, einer ebenfalls katholischen Polin, die mit einem Mann jüdischer Herkunft verheiratet war. Wiederum musste sie ohnmächtig zusehen, wie Deutsche Jagd machten auf Menschen jüdischer Herkunft und all jene erschossen, die nicht schnell genug laufen konnten. Zum Trauma ihres Lebens jedoch wurde eine furchtbare Szene: Ein SS-Mann entriss einer Mutter ihr Baby, warf es in die Luft und schoss es ab „wie einen Vogel.“ Danach erschoss der SS-Mann auch noch die entsetzte Mutter des Babys. Irene Gut konnte nicht glauben, was sie sah: „Oh Gott! Mein Gott! Wo bist Du!“ In der folgenden Nacht betete sie, flehte um Verstehen: „Am Morgen kam die Einsicht – in meiner Seele, in meinem Herz: Gott gibt uns den freien Willen, gut oder böse zu sein.“ Und sie stellte eine Forderung an Gott: „Hilf mir helfen!“ Danach begann sie, jüdische Häftlinge mit Informationen aus der Mensa zu versorgen und aus dem Ghetto in polnische Wälder zu schmuggeln.
Die Einheit des Majors wurde erneut verlegt, nunmehr nach Ternopil, wo Irene Gut schlechte Erfahrungen mit Soldaten der Roten Armee gemacht hatte. Auf dem Marktplatz musste sie der Hinrichtung eines jüdischen Ehepaares und des Polen, der sie versteckt hatte, beiwohnen. Alle drei wurden öffentlich gehängt. Als sie später den Haushalt von Major Rügemer führte, versteckte sie in dessen Keller zwölf Frauen und Männer jüdischer Herkunft. Darunter war auch der Mann ihrer Freundin Helen, Henry Weinbaum. Der Major entdeckte dies durch Zufall, als er frühzeitig nach Hause kam und zwei der versteckten Frauen ihr bei der Haushaltsführung halfen. Sie war sich in der Folge sicher, er würde die Gestapo benachrichtigen: „Irene, ich will Dich nicht ausliefern, aber ich habe meine Anweisungen“. Irene Gut flehte um das Leben dieser Menschen. Für den Major wäre eine Anzeige wohl auch peinlich gewesen. Es kam zu einer Übereinkunft: Sie wurde die Geliebte des deutlich älteren Mannes, damals um die 60, er verschonte die zwölf Menschen. Irene Gut schreibt in ihrem Buch, das Zugeständnis sei „schlimmer als Vergewaltigung“ gewesen. Einige Jahre später sagt sie in einem Interview: „A small price to pay for so many lifes.“ (Ein niedriger Preis für so viele Leben.)
Sie vertraute sich einem Priester an und erhoffte die Absolution ihrer Affäre. Der Priester verlangte jedoch von ihr, das Arrangement zu beenden und die zwölf Juden zu opfern. „Well, I could not agree with this …“ (Nun, ich konnte ihm nicht zustimmen …), war ihre Antwort. Unter den Versteckten befand sich auch eine schwangere Frau. Die Gruppe wollte die Abtreibung, weil die Schreie eines Neugeborenen alle zwölf in Gefahr bringen würden. Irene Gut widersetzte sich und Roman Haller kam am 10. Mai 1944 zur Welt. Er überlebte NS-Regime und den Holocaust. Herschel Morks, einer von weniger als 200 Überlebenden der einst 18.000 Menschen zählenden jüdischen Gemeinde von Ternopil, betonte, Irene Gut Opdyke habe nicht nur sein Leben dreimal gerettet, sondern auch das seiner Frau, seines Bruders und seiner Schwägerin. Anfang 1944 flüchtete sie mit ihren zwölf jüdischen Überlebenden in die polnischen Wälder, versteckte sich dort, musste sich jedoch von ihnen trennen. Als die Rote Armee Polen eroberte, wurde sie erneut verhaftet. Wiederum gelang ihr die Flucht. Die von ihr geretteten Menschen halfen ihr nunmehr, als Jüdin getarnt, nach Kriegsende in die amerikanische Besatzungszone Deutschlands zu gelangen.
Gut arbeitete nach dem Untergang des NS-Regimes in einem Camp for Displaced Persons in Westdeutschland. Ein amerikanischer Diplomat, William Opdyke, teilte ihr mit, die Vereinigten Staaten wären stolz, sie als Staatsbürgerin willkommen zu heißen. Daraufhin ging sie 1948 oder 1949 in die USA. Wenige Jahre später traf sie denselben Mann in New York wieder, heiratete ihn 1956 und die beiden bekamen eine Tochter. Sie arbeitete als Innenausstatterin und sprach nicht oder nur wenig über ihre Erlebnisse während des NS-Regimes. Bis eines Tages ein Student für eine Umfrage anrief und die Frage stellte, ob der Holocaust in ihren Augen tatsächlich stattgefunden habe. „That put me on fire“ (Das erzürnte mich!), soll ihre Reaktion gewesen sein. „Wie kann jemand so etwas fragen? Ich war doch dort.“

## Wirkung
In den 1970er begann sie, sich als Zeitzeugin der Erinnerungsarbeit zu widmen. Ein Rabbiner aus ihrer Nachbarschaft bemühte sich um ihre Anerkennung und im Jahr 1982 wurde sie von Yad Vashem als Gerechte unter den Völkern anerkannt. Morderhai Paldiel: „Das ist nicht eine, sind nicht zwei Personen, sondern zwölf Personen im Haus des Feindes“, die gerettet wurden. Im September 1992 erschien ihr erstes Buch Into the Flames. 1995 dankte ihr Johannes Paul II. anlässlich eines USA-Besuches in Irvine für ihre Heldentaten und gab ihr den Päpstlichen Segen.
1999 folgte ihr Buch In My Hands, gemeinsam verfasst mit Jennifer Armstrong, herausgegeben vom angesehenen Verlagshaus Random House. Es erhielt grandiose Kritiken und wurde ein substantieller Publikumserfolg. Das Buch wurde in mehrere Sprachen übersetzt. Insgesamt wurden mehr als eine Million Exemplare verkauft.
Eine Dramatisierung ihrer Lebensgeschichte von Dan Gordon – Irena’s Vow (dt. Irenes Gelöbnis) – wurde am 22. September 2008 am Off-Broadway-Theater Baruch Performing Arts Center uraufgeführt. Die Hauptrolle hatte Tovah Feldshuh übernommen, es inszenierte Michael Parva. Der große Erfolg beim Publikum ließ die Produzenten das Wagnis eingehen, diese Produktion auch am Broadway herauszubringen. Die Premiere am 29. März 2009 erzielte jedoch nur gemischte Kritiken und die Produktion war dann nur drei Monate lang zu sehen.
Katy Carr, eine britische Sängerin und Songwriterin polnischer Herkunft, widmete ihr im Jahr 2012 den Song Mała little Flower, der von Irenes Erlebnissen während des NS-Regimes inspiriert wurde. Der polnische Radiosender Polskie Radio 3, kurz: Trójka, nominierte das Lied am 26. September 2012 zum Song of the Week. Der Song ist Teil des Albums Paszport, welches im Juli 2014 bei den 13th Independent Music Awards als Best Concept Album ausgezeichnet wurde.
Ihre Tochter Jeannie Opdyke Smith reist heute als Holocaust Memorial Speaker (Zeitzeugin der zweiten Generation) durch die USA und spricht in Schulen und auf Veranstaltungen. Irene Gut Opdyke hatte zum Zeitpunkt ihres Todes zwei Enkelsöhne und drei Urenkel.

## Die Geretteten
| - Clara Bauer - Thomas Bauer - Ida Haller - Lazar Haller - Abram Klinger - Hermann Morris - Herschel Morris bzw. Herschel Morks - Miriam Morris |  | - Pola Morris - Alex Rosen - David Rosen - Fanka Silberman - Moses Steiner - Henry Weinbaum - Joseph Weiss - Marian Wilner |

sowie Roman Haller, der am 10. Mai 1944 in Tarnopol (heute in der Ukraine) geboren wurde.

## Zitate
„Ich habe mich nie gefragt: Soll ich es tun? Immer nur: Wie schaffe ich es? Jeder Schritt meiner Kindheit hatte mich zu dieser Weggabelung gebracht: Ich muss den rechten Weg gehen, oder ich wäre nicht länger ich selbst!“

„In vielerlei Hinsicht klingt die Geschichte meiner Mutter zu unglaublich, sogar für Hollywood. Was war es an Irene Gut Opdyke, das sie aus dem Weg des geringsten Widerstands heraustreten und beschließen ließ, zu handeln? Als so viele es nicht taten. War es ihre Erziehung? Ihr Glaube? Was gab ihr den Mut und die Kraft zu tun, was sie tat? Als ihr einziges Kind wurde mir diese Frage immer wieder gestellt, über viele Jahre hinweg. Meine Mutter setzte sich nie zu mir und erklärte mir all ihre Beweggründe … Aber all diese Fragen wurden beantwortet: mit ihren Worten und ihren Taten, ihrem täglichen Leben. Meine Mutter lebte die zwei wichtigsten Gebote: Gott zu lieben mit ganzem Herzen und den Nächsten wie Dich selbst. Die kurze, einfache Antwort lautet: Glauben, Vergeben und Lieben!“

## Buchpublikationen
- Into the Flames, The Life Story of a Righteous Gentile. Borgo Press; Reprint June 1992. (Studies in Judaica & the Holocaust #8) ISBN 978-0893704759
- In My Hands: Memories of a Holocaust Rescuer, with Jennifer Armstrong
  - Random House (Knopf), 1999. ISBN 0-679-89181-1
    - Paperback: Anchor, 2001. ISBN 0385720327
    - Paperback: Bantam Doubleday Dell, 17. April 2001
    - Paperback: Laurel Leaf Library, 14. Sept. 2004
    - Paperback: Corgi Childrens, Juli 2009. ISBN 978-0552561235
    - Kindle Edition, 31. Oktober 2010

  - deutsch: Wer ein Leben rettet ... : eine wahre Geschichte aus dem Holocaust, Aus dem Amerikan. von Barbara Radke. Zürich und München: Diana Verlag 2000. ISBN 3-8284-5034-2
    - Augsburg: Weltbild 2001 (Genehmigte Lizenzausg., ungekürzte Ausg.) ISBN 3-8289-6987-9

  - französisch: Mémoires dune just, Éd. France Loisirs 2003. ISBN 978-2744167881
  - türkisch: Ellerimde, Say Yayinlari 2009. ISBN 978-9754687927
  - polnisch: Ratowałam od zagłady, Znak 2010. ISBN 978-8324013456
  - ungarisch: Két kezemmel : a holocaust túlélőinek és megmentőjüknek emlékére, Hardcover, Trivium Kiado 2001. ISBN 963-7570-97-7

## Auszeichnungen
- 1982: Gerechte unter den Völkern
- 2002: ALA Best Books for Young Adults, vergeben von der American Library Association
- 2009: Courage to Care Award der Anti Defamation League posthum

## Filmbiografie
- Louise Archambault: Irenas Geheimnis (Irena’s Vow / Przysięga Ireny) basierend auf dem gleichnamigen Broadway-Theaterstück. 121 min. Kanada, 2023[23]